# 173117 Promachus
173117 Promachus è un asteroide troiano di Giove del campo greco. Scoperto nel 1973, presenta un'orbita caratterizzata da un semiasse maggiore pari a 5,1658923 UA e da un'eccentricità di 0,1208439, inclinata di 7,77691° rispetto all'eclittica.
L'asteroide è dedicato a Promaco, guerriero beota ucciso da Acamante.